# 亞歷山大·斯基恩
亞歷山大·約翰斯頓·查默斯·斯基恩（英語：Alexander Johnston Chalmers Skene，/skiːn/；1837年6月17日—1900年7月4日）是一名來自蘇格蘭的英國裔美國婦科醫生，以最早描述斯基恩氏腺而知名。

## 生平

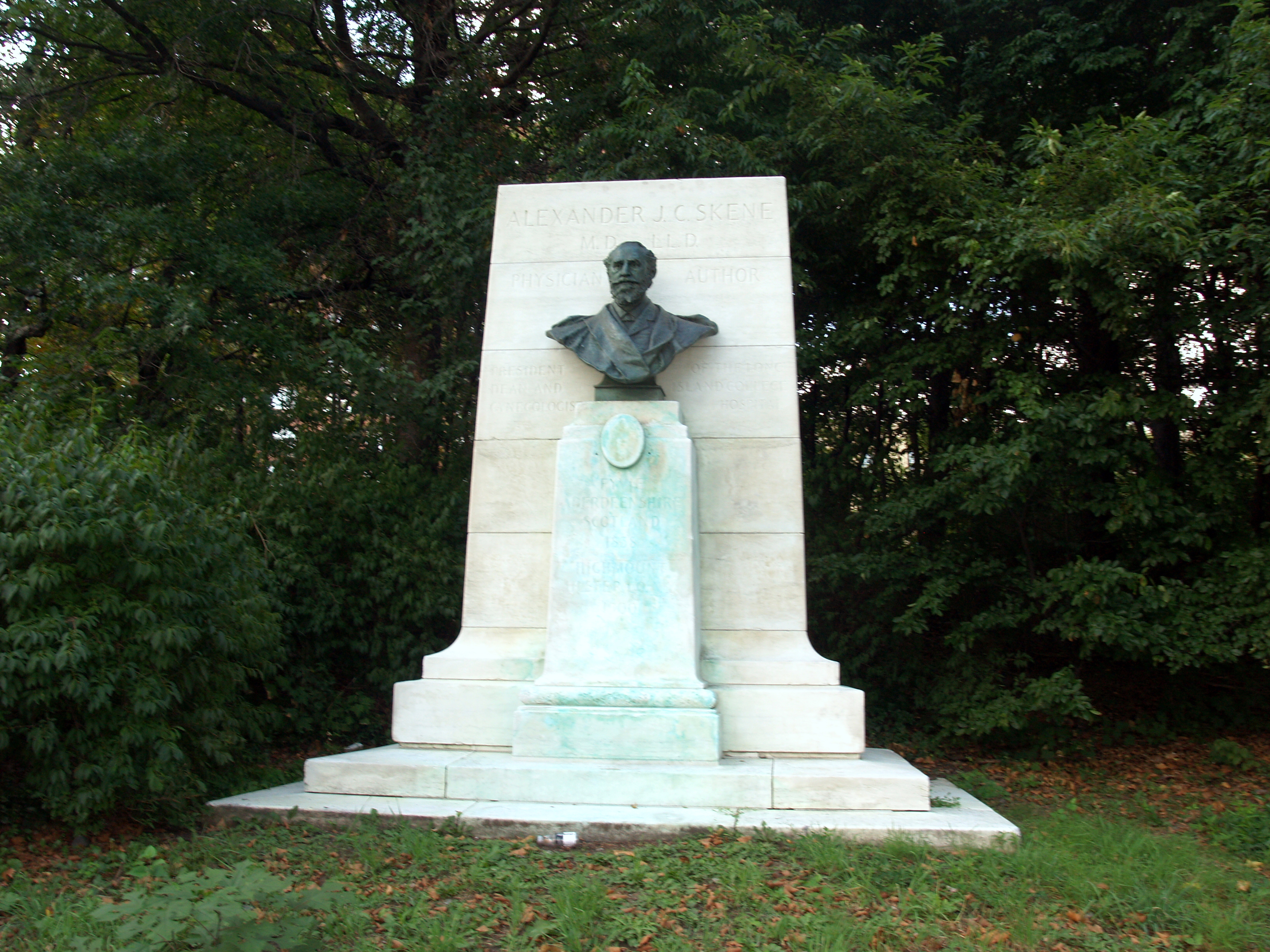
位於大軍團廣場的斯基恩半身像

斯基恩於1837年6月17日出生在蘇格蘭弗維。19歲時，他去了北美洲。他在國王學院（現在的多倫多大學）學習醫學，然後在密西根大學學習，最後在布魯克林的長島學院醫院（現在的紐約州立大學下州醫療中心）學習，於1863年畢業。1863年7月至1864年6月，他在美國陸軍中擔任代理助理外科醫生，之後他在布魯克林進入私人診所並晉升為長島學院醫院的婦女疾病教授。1884年，他是紐約醫學院研究生院的婦科教授，並擔任美國婦科協會主席。
斯基恩寫了100多篇醫學文章和幾本教科書。他貢獻許多手術器械並改進手術技術。他完成有記載的第一個成功的胃切除手術，以及使用Sims的窺鏡進行的開顱手術。人們記住他的主要原因是他對尿道底部的斯基恩氏腺的描述。斯基恩與J·馬里恩·西姆斯合作，在沒有麻醉的情況下對被奴役的非洲裔美國婦女進行婦科檢查和手術，但斯基恩似乎並沒有參與這些實驗。
作為一名雕塑家，斯基恩創作了一個西姆斯的半身雕像，該雕像在國王縣醫學會的大廳裡展出。紀念斯基恩的半身像位於展望公園大軍團廣場。這座雕像曾在2011年被提議搬走，以容納前任美國總統亞伯拉罕·林肯的雕像，但這並沒有發生。
1900年7月4日，斯基恩在他位於紐約州卡茲奇山的避暑別墅裡去世。他留下了一個兒子，喬納森·鮑爾斯（Jonathan Bowers）。他被埋葬在紐約州斯帕克爾的洛克蘭公墓。

## 著作
- 《Uro-Cystic and Urethral Diseases in Women》（紐約，1877年）
- 《Treatise on Diseases of Women, for the Use of Students and Practitioners》 （1888年）

## 延伸閱讀
- Chesley LC: The evolution of the department of obstetrics and gynecology at Downstate 1860–1980. 1981.
- . . 1900.

## 外部連結
- 维基共享资源上的相關多媒體資源：亞歷山大·斯基恩
- NY Park link （页面存档备份，存于）